# ペドロ・エマヌエル
ペドロ・エマヌエル (Pedro Emanuel) ことペドロ・エマヌエル・ドス・サントス・マルティンス・シルヴァ（Pedro Emanuel dos Santos Martins Silva、1975年2月11日 - ）は、アンゴラ共和国・ルアンダ出身の元サッカー選手、現サッカー指導者。現役時代のポジションはディフェンダー（センターバック）であり、U-21ポルトガル代表の経験がある。
プロ選手としての16年間のキャリアのほとんどを、ポルトガル北部の大都市ポルトにあるボアヴィスタFCとFCポルトで過ごした。ボアヴィスタFCではクラブ初にして唯一のスーペル・リーガ優勝に貢献し、FCポルトではスーペル・リーガの他にUEFAカップ・UEFAチャンピオンズリーグ・インターコンチネンタルカップで優勝してクラブの全盛期を築いた。それぞれのクラブでキャプテンを務めている。

## 経歴

### 選手時代

#### クラブ
ボアヴィスタFCの下部組織出身であるが、1993年にリーガ・サグレス（2部）のFCマルコからプロデビューし、続く2シーズンは同じくリーガ・サグレスのADオヴァレンセとFCペナフィエルでプレーした。
ボアヴィスタFC
1996年にはユース時代を過ごしたスーペル・リーガ（1部）のボアヴィスタFCに移籍し、以前にもともにプレーしていたセンターバックのリトス、サイドバックのヌーノ・フレシャウトとエリヴァン・ナシメント、キーパーのリカルド・ペレイラなどとともにゴール前に壁を築いた。2000-01シーズンにはクラブ初のリーグ優勝を成し遂げた。2001年夏にリトスがマラガCFに移籍したため、2001-02シーズンはペドロ・エマヌエルがキャプテンを務めた。
FCポルト
2002年夏にはSLベンフィカがエマヌエルの獲得レースに勝利するかと思われたが、彼はジョゼ・モウリーニョ監督率いるFCポルトと契約した。ジョルジュ・コスタ、リカルド・カルバーリョ、パウロ・フェレイラ、ヌーノ・ヴァレンテなどとともに形成された強力な守備陣の中でも、彼は常に献身的なプレースタイルでモウリーニョ監督からの信頼を得た。2002-03シーズンにはUEFAカップで優勝し、2003-04シーズンにはUEFAチャンピオンズリーグで優勝したが、セルティックFC（スコットランド）と戦った前者、ASモナコ（フランス）と戦った後者いずれの決勝にも出場した。2004年夏にはモウリーニョ監督がチェルシーFC監督に就任したが、エマヌエルはレギュラーの座を離さず、同年12月のインターコンチネンタルカップ・オンセ・カルダス（コロンビア）戦（0-0、PK8-7）では彼が蹴ったPKが勝敗を決めた。同大会は2005年からFIFAクラブワールドカップに移行したため、名称変更前の同大会で最後にボールに触った選手となった。
2005年夏に就任したコー・アドリアーンセ監督はキーパーのビトール・バイーアやサイドに位置するジョルジュ・コスタがキャプテンとなることを好まず、エマヌエルが新キャプテンに選ばれた。2006年8月、マンチェスター・シティFCとのプレシーズンマッチの試合前に左アキレス腱を負傷し、2度の手術を行って2006-07シーズンを丸々棒に振った。2007-08シーズンはレギュラーに返り咲き、リーグ戦19試合に出場してリーグタイトル奪還に貢献した。2008年夏にはクラブからU-17チーム監督就任の打診を受けたが、この申し出を断って現役にこだわった。2008-09シーズンは公式戦を通じて5試合しか出場できず、2009年6月16日に現役引退を表明した。

#### 代表
アンゴラ共和国出身であるが、各年代のアンゴラ代表でプレーしたことはない。1995年から1996年にはU-21ポルトガル代表としてプレーしているため、アンゴラ代表からの招集を受けないのはポルトガル代表でプレーする可能性を残したいためだと解釈する者もいた。
2006 FIFAワールドカップ前には、同大会出場を決めたアンゴラ代表から招集を受け、エマヌエルはこれに応じたが、国際サッカー連盟 (FIFA) は、2004年に制定された新しい規則を理由に、彼とカルロス・シャイーニョがポルトガル代表以外から試合に出場することを認めなかった。

### 指導者時代
現役引退発表直後にFCポルトのU-17チーム監督に就任した。2009-10シーズンのU-17全国選手権ではスポルティングCPのU-17チームを倒して優勝した。2010年7月には新たに就任したアンドレ・ヴィラス＝ボアス監督のアシスタントコーチとしてトップチームに復帰した。2010-11シーズンは他クラブを圧倒する成績でリーグ優勝を果たし、UEFAヨーロッパリーグなどを含めて4冠を達成した。
2011年6月、ヴィラス＝ボアス監督もかつて指揮したアカデミカ・コインブラの監督に就任し、初めてプロクラブのトップチームを指揮することになった。2011-12シーズンのタッサ・デ・ポルトガルでは、4回戦でFCポルトに3-0で勝利するなどし、クラブにとって1969年以来となる決勝進出を果たした。決勝ではスポルティングCPを1-0で下し、クラブにとって1939年以来となる国内カップ制覇を果たした。
2018年から1年間、サウジアラビアのタアーウンFCを率いる。2019年8月4日、サウジアラビア人オーナーに買収されたスペインのUDアルメリア監督に就任。
2021年10月1日、サウジアラビアのアル・ナスルFC監督に就任するが、わずか1ヶ月後の11月10日に解任された。

## 所属クラブ

### 選手
- 1993-1994  FCマルコ（ポルトガル語版）
- 1994-1995  ADオヴァレンセ（ポルトガル語版）
- 1995-1996  FCペナフィエル
- 1996-2002  ボアヴィスタFC
- 2002-2009  FCポルト

### 指導者
- 2009-2010  FCポルト (U-17チーム監督)
- 2010-2011  FCポルト (アシスタントコーチ)
- 2011-2013  アカデミカ・コインブラ
- 2013-2015  FCアロウカ
- 2015-2016  アポロン・リマソール
- 2017 0000  GDエストリル・プライア
- 2018-2019  タアーウンFC
- 2019 000  UDアルメリア
- 2020-2021  アル・アインFC
- 2021  アル・ナスル

## タイトル

### 選手時代
ボアヴィスタFC
- プリメイラ・リーガ：1回（2000-01）
- タッサ・デ・ポルトガル：1回（1996-97）

FCポルト
- プリメイラ・リーガ：5回（2002-03、2003-04、2005-06、2007-08、2008-09）
- タッサ・デ・ポルトガル：3回（2002-03、2005-06、2008-09）
- スーペルタッサ・カンディド・デ・オリベイラ：2回（2003、2004）
- UEFAチャンピオンズリーグ：1回（2003-04）
- UEFAカップ：1回（2002-03）
- インターコンチネンタルカップ：1回（2004）

### 指導者時代
アカデミカ・コインブラ
- タッサ・デ・ポルトガル：1回（2011-12）

アポロン・リマソール
- キプロス・カップ：1回（2015-16）
- キプロス・スーパーカップ：1回（2016）

タアーウンFC
- サウジ国王杯：1回（2019）